# 쿠와시마 호코
쿠와시마 호우코(일본어: 桑島 法子 くわしま ほうこ[*]/Houko Kuwashima, 1975년 12월 12일 ~ )는 일본의 여자 성우다.

## 출연작
굵은 글씨는 주역 또는 주요 캐릭터

### TV 애니메이션
1995년
- 미소녀전사 세일러문SS(여학생)

1996년
- 기동전함 나데시코(미스마루 유리카)
- 게게게의 키타로(제4작)(아이 , 나오코 , 무토우 타케루 , 요스케 , 소년 외)

1997년
- VIRUS -VIRUS BUSTER SERGE-(김)
- 슬레이어즈 TRY(피리아 울 콥트)
- 중화일번(란)

1998년
- 닥터 슬럼프<2작품>（츤 츠루링, 히요코 , 이츠키)
- 돗키리 닥터(코이즈미 미유키)
- B비다맨 폭외전(시로봉)
- 마스터 키튼(히라가 유리코)

1999년
- 신풍 괴도 잔느(쿠사카베 마론/잔느)
- 강철천사 쿠루미(가구라 나카히토)
- 고쿠도군 만유기(코코공주)
- 블루 젠더(마린 엔젤)
- 베터맨(미야코 아사미, 챈디)
- B-비다맨 폭외전 빅토리V(시로봉)
- 무한의 리바이어스(호우센 아오이 , 엘리나·리그비)

2000년
- 아르젠토 소마(마키 아가타 , 해리엣 바솔로뮤)
- 기교기전 히오우 전기(히오우)
- 은장기공 오디안(카나나세 , 카오리 힐다)
- 명탐정 코난(니나가와 사이코)

2001년
- 이누야샤(산고)
- X(야토지 사츠키)
- 기동천사 앤젤릭 레이어(죠노우치 사이)
- 강철천사 쿠루미 2식(가구라 나카히토)
- 진 샤프트(치키·무지카노바)
- Z.O.E Dolores, i(돌로레스, 돌로레스 헤이즈)
- NOIR(유무라 기리카)
- 폭전 슈트 베이 블레이드(쿄우쥬)
- FF:U 〜파이널 판타지 언리미티드〜(미레스, 핑고)
- 포켓몬스터(키이치(191화))
- 프로젝트 암즈(키스)

2002년
- 아즈망가 대왕(카구라)
- 기동전사 건담 SEED(나탈 버지룰, 프레이 알스터, 휘아·히비키)
- 사이보그009(헤이세이판)(미키오)
- 십이국기(쇼케이)
- 초중신 그라비온(릴르 젤 파이어)
- 쵸비츠(고쿠분지 미노루)
- 폭전 슈트 베이 블레이드 2002(쿄우쥬)
- 하나다 소년사(무라카미 쇼타)
- 라제폰(키사라기 쿠온)

2003년
- 금색의 갓슈벨(코루루)
- 수병위인풍첩 용보옥편(시구레)
- 다카하시 루미코 극장 인어의 숲(?)
- 탐정학원 Q(미나미 메구미)
- 강철의 연금술사(로제)
- 폭전슛 베이 블레이드 G 레볼루션(쿄우쥬)
- 프라네테스(유리의 부인)
- 마부라호(소년)
- 원반황녀 왈큐레 12월의 야상곡(코러스)

2004년
- 현란무답제 더 마즈 데이브레이크 (야가미 아리안)
- MONSTER(베트남인 의사, 쌍둥이 엄마)
- 기동전사 건담 SEED 데스티니(스텔라 루시에, 어린 레이 자 바렐)
- 마법소녀 아르스(시라)

2005년
- GUN X SWORD (웬디 가렛)
- 트랜스포머 사이버트론 (호프)

2006년
- 결계사(카스가 요미)
- 블랙 라군 The Second Barrage(와시미야 유키오)
- 요시나가 댁의 가고일(타카하라 이요)
- 채운국 이야기(홍수려)
- 포켓몬스터 다이아몬드&펄(유카리(13화))
- 디 그레이맨(라라)

2007년
- 금색의 코르다 ~primo passo~(사키모토 미즈에)
- 메이플 스토리 (아루)
- 뱀부 블레이드(미야자키 미야코)
- 샤이닝 티어즈 크로스 윈드(젝티, 세레스티아, 구원의 숲의 영창자)
- 엘 까사도르(이리스)
- 전뇌 코일(이사코)
- ZOMBIE-LOAN(키타 미치루)
- 채운국 이야기 2번째 시리즈(홍수려)
- 클라나드(사카가미 토모요)
- 클레이모어(클레어)

2008년
- 개구리 중사 케로로 (시라라)
- 마크로스 프론티어 (마츠우라 나나세, 카나리아 베르슈타인)
- 소울 이터 (메두사)
- 야쿠시지 료코의 괴기사건부 (무로마치 유키코)
- 앨리슨과 리리아 (앨리슨 (엄마))
- 카이바 (카이바)
- 아리아(아토리)

2009년
- 전장의 발큐리아 (이사라 균터)
- 이누야샤 완결편 (산고)
- 엘리먼트 헌터 (호미 난디)
- DARKER THAN BLACK -유성의 제미니-(시온 파브리첸코)
- 코바토 (미하라 치토세)

2010년
- 하트캐치 프리큐어 (묘도인 이츠키)
- 하쿠오우키 (유키무라 치즈루)
- 스타 드라이버 빛의 타쿠토 (오카모토 미도리)
- 디지몬 크로스워즈 (아마노 네네, 큐트몬, 스타몬즈, 리리스몬)
- 박앵귀 (유키무라 치즈루)
- 박앵귀 벽혈록 (유키무라 치즈루)

2011년
- 누라리횬의 손자 ~천년마경~ (요우공주)

### OVA
- 이리야의 하늘, UFO의 여름(시이나 마유미)
- 인터루드(와츠지 아야)
- 오늘의 5학년 2반(사토 료타)
- 은하영웅전설외전-나선미궁(프레데리카 그린힐(소녀시절역))
- 게키강가3 열혈대결전(사파이어)
- 전신 지켜줘 수호월천!(반난치텐 키류우)
- 원반황녀 왈큐레 성령절의 신부(코러스)
- 원반황녀 왈큐레 시간과 꿈과 은하의 연회(코러스)
- 박앵귀 설화록 (유키무라 치즈루)
- 머나먼 시공 속에서 자양화의 꿈 (모리무라 란)
- 머나먼 시공 속에서 2 백룡의 무녀 (타이라노 치토세)

### 극장판
- 기동전함 나데시코 The Prince of Darkness(미스마루 유리카)
- 아즈망가 대왕 THE MOVIE(카구라)
- 아테루이(라라카)
- 아리테 공주(아리테 공주)
- 이누야샤 시리즈(산고)
  - 영화 이누야샤 시대를 초월한 사랑
  - 영화 이누야샤 거울 속의 몽환성
  - 영화 이누야샤 천하패도의 검
  - 영화 이누야샤 홍련의 봉래도
- 카우보이 비밥 천국의 문(편의점 카운터의 여성)

2003년
- 도라에몽 노비타와 로봇왕국(포코)
- 라제폰 다원변주곡(키사라기 쿠온)
- 극장판 강철의 연금술사 ~샴발라를 정복하는 자~(로제)
- 클라나드(사카가미 토모요)
- 초극장판 케로로 군조2 심해의 프린세스입니다!(메르)

2008년
- 명탐정 코난: 전율의 악보(아키바 레이코)

2020년
- 귀멸의 칼날: 나타구모산 편(카마도 키에)

2021년
- 곶의 마요이가

2024년
- 기동전사 건담 SEED FREEDOM(아그네스 기벤라트, 스텔라 루세)

### 웹 애니메이션
- 방과후의 플레이아데스 (미나토)

### 게임
- 파워 돌2 (미리센트 에반스)

1997년
- 시간의 나라의 엘펜리트 (나시스)
- 게게게의 키타로 (소년, 타에코)
- 두근두근 프리티 리그 (시바타 하츠미, 시나무라 사나에, 나가노 히로코)
- 유구환상곡 (세릴 크리스티아)
- 랑그릿사IV (안젤리나)

1998년
- 하얀마녀 -또 하나의 영웅전설- (쥬리오)
- 미츠메테 나이트 (로리 코웰)
- 두근두근 메모리얼 드라마 Vol.2 채색의 러브송 (미사키 스즈네)
- 마신영웅전 와타루Another Step (왈트린)
- 소울 칼리버 (성미나)
- METAL GEAR SOLID (메이 린)

1999년
- 언젠가, 서로 겹치는 미래 (파미유 엔포스)
- 봉신영역 엘츠바유 (루리 어스드라이브, 에릴 프로즈)
- 프렌즈 ~청춘의 빛~ (와카바야시 아유)
- L의 계절 (우노모리 시이나)
- 폭 봄버맨2 (봄버맨)

2000년
- EVE ZERO (토아 노발티스, 알카 노발티스)
- 머나먼 시공 속에서 (란(모리무라 란))
- 센티멘탈 그래피티2 (야마모토 코이치)

2001년
- Apocripha/0 (로드 크로사이트)
- 결전II（서선풍)
- 서몬 나이트2 (아멜)
- 머나먼 시공 속에서2 (타이라노 치토세)
- METAL GEAR SOLID 2 SONS OF LIBERTY (메이 린)
- 레가이아 듀엘 사가 (마야)

2002년
- 슈퍼로봇대전IMPACT (미스마루 유리카)
- 아즈망가 돈쟈라 대왕 (카구라)

2003년
- 인터루드 (와츠지 아야)
- 소울 칼리버II(가정용) (성미나)
- 서몬 나이트3 (아멜)
- 테일즈 오브 심포니아 (프레세아 콘바틸)
- 데드오어얼라이브3(카스미)

2004년
- 서몬 나이트 크래프트 소드 이야기2 (아멜)
- 슈퍼로봇대전MX (키사라기 쿠온)
- 애니메 배틀 열화의 염 ~Flame of Recca FINAL BURNING~ (아오이)
- 십이국기 -혁혁한 왕도 홍록의 우화- (쇼케이)
- DIGITAL DEVIL SAGA 아바탈 튜너 (세라, 세라프)
- 강철의 연금술사2 ~붉은 엘릭실의 악마~ (로제)
- 마이네리베 ~우미한 기억~ (벨헬미나)
- 기동전사 건담SEED 끝나지 않는 내일로 (프레이 알스터, 나탈 버지룰)
- 마그나카르타 (세리나(뮨), 진 아밀라)
- 루팡3세 콜롬부스의 유산은 주홍에 물든다 (나디아)
- METAL GEAR SOLID 3 SNAKE EATER (파라메딕)
- SD건담 GGENERATION SEED (프레이 알스터, 나탈 버지룰)
- 머나먼 시공 속에서3 (카지와라 사쿠)
- 데드오어얼라이브2 얼티메이트 (카스미)

2005년
- 기동전사 건담SEED 연합vs.Z.A.F.T. (프레이 알스터, 나탈 버지룰)
- 테일즈 오브 더 월드 나리키리 던전3 (프레세아 콘바틸)
- DIGITAL DEVIL SAGA 아바탈 튜너2 (세라, 세라프)
- 제3차 슈퍼로봇대전 종언의 은하로 (나탈 버지룰, 프레이 알스터)
- 기동전사 건담SEED DESTINY GENERATION of C.E. (스텔라 루세)
- 머나먼 시공 속에서3 십육야기 (카지와라 사쿠)
- 소울 칼리버III (성미나)
- METAL GEAR SOLID 3 SUBSISTANCE (파라메딕)
- 슈퍼로봇대전MX 포터블 (키사라기 쿠온)
- 데드오어얼라이브4 (카스미)

2006년
- 클라나드 PS2판 (사카가미 토모요)
- 머나먼 시공 속에서3 운명의 미궁 (카지와라 사쿠)
- Another Century's Episode 2 (미스마루 유리카)
- 슈퍼로봇대전A 포터블 (미스마루 유리카)
- 기동전사 건담SEED DESTINY 연합vs.Z.A.F.T.II PLUS (스텔라 루세)
- 머나먼 시공 속에서 ~무일야~ (란(모리무라 란))
- 천지의 문2 무쌍전 (세마)
- 블루 드래곤 (조라)
- 앨리슨 (앨리슨 워팅턴)
- METAL GEAR SOLID PORTABLE OPS (파라메딕)
- 데드오어얼라이브 익스트림2 (카스미)

2007년
- 샤이닝 포스 이쿠사 (시릴)
- 디 그레이맨 신의 사도들 (라라)
- 샤이닝 윈드 (젝티 아인)
- 트러스티 벨 ~쇼팽의 꿈~ (비올라)
- 영웅전설 VI 천공의 궤적 the 3rd」（리스 알젠트)
- 테일즈 오브 팬덤 Vol.2 (프레세아 콘바틸)
- 발드 바렛 이크프리엄 PS2판 (카나 아비트볼)
- 슈퍼로봇대전Scramble Commander the 2nd (스텔라 루세)
- Wonderland ONLINE -암흑의 금술- (안젤라)
- 스타오션1 First Departure (마벨 프론즌)

2008년
- 대난투 스매시브라더스 X (메이 린)
- CLANNAD FULL VOICE (사카가미 토모요)
- 전장의 발큐리아 (이사라 균터)
- CLANNAD PSP판 (사카가미 토모요)
- METAL GEAR SOLID 4 GUNS OF THE PATRIOTS (메이 린)
- 머나먼 시공 속에서4 (이치노 공주)
- 테일즈 오브 심포니아 라타토스크의 기사 (프레세아 콘바틸)
- L의 계절2 invisible memories (우노모리 시이나)
- CLANNAD 360판 (사카가미 토모요)
- 소울 이터 모노톤 프린세스 (메듀사)
- 슈퍼로봇대전Z (릴 제라바이어, 스텔라 루세)
- 악마성 드라큘라 빼앗긴 봉인 (샤노아)

2009년
- 악마성 드라큘라 저지먼트 (샤노아)
- FRAGILE ~안녕 달의 폐허~ (세트)
- 테일즈 오브 더 월드 레디언트 마이솔로지2 (프레세아 콘바틸)

2011년
- 철권 태그 토너먼트 (쿠니미츠)

### 드라마 CD
- 앨리슨 (앨리슨 워딩턴)
- 여신이문록 페르소나 (소노무라 마키)

2002년
- 라제폰 (키사라기 쿠온)
- 아름다운 그대에게 ('''아시야 미즈키''')

2003년
- 코스모스의 하늘에 (사쿠라바시 스즈카)

2004년
- 신사동맹 크로스(오토미야 하이네)

2005년
- 채운국 이야기 시리즈 (홍수려)

2007년
- 슈피리어 (마왕)
- 클라나드 시리즈 (사카가미 토모요)
- ZOMBIE-LOAN (키타 미치루)

2008년
- 뱀부 블레이드 (미야자키 미야코)
- 카렌자키고교 카렌방송부 (미나미 우라라)

### 외화
- 마법소녀 위치 - 윌마 역
- 플레젠트빌
- 미안하다, 사랑한다 - 송은채(임수정) 역